# Зубач Юрій Антонович

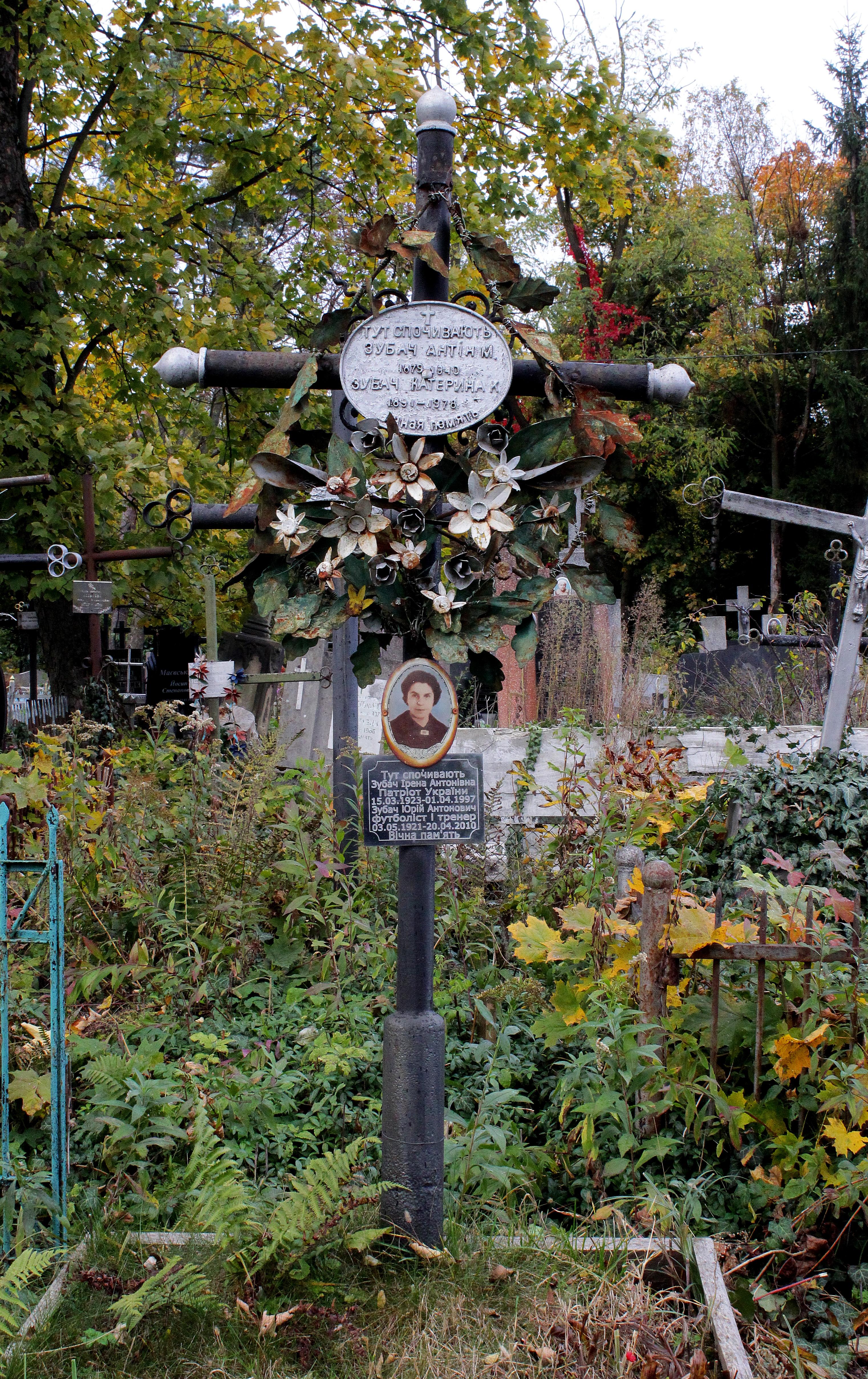

Ю́рій Анто́нович Зу́бач (* 3 травня 1921, Львів — † 20 квітня 2010) — український і радянський футболіст, футбольний тренер. Як нападник виступав за СТ «Україна», «Спартак», «Динамо» (усі — Львів) і «Динамо» (Томськ).

## Життєпис
Почав грати у секції копаного м'яча спортового товариства «Україна» 1938 року. Восени 1939 року більшовики розпустили місцеві команди та товариства, створивши натомість свої. Так, Юрій Зубач протягом 1939–1941 років виступав за «Спартак» (Львів), у складі якого виграв Кубок Львівської області 1940, першість товариства «Спартак» Української РСР 1940 і чемпіонат Львова 1940 року.
1941 року нацисти дозволили відновити діяльність СТ «Україна», за яке нападник виступав до 1944 року. Протягом 1944–1945 років грав у складі «Динамо» (Львів), з яким переміг у першості УРСР серед динамівських команд 1945 року. На початку 1946 року львівський «Спартак» підсилився рядом гравців, серед яких був і Юрій Зубач, і став найсильнішим клубом міста. В українській зоні другої групи команда грала щороку сильніше, а 1949 року посіла 2-е місце, що дозволило взяти участь у перехідному турнірі за одну путівку до найвищої радянської ліги, де львів'яни фінішували на 5-му місці серед 7 колективів.
1949 року до Львівського облвиконкому компартії надійшла телеграма, підписана головою Верховної Ради УРСР Дем'яном Коротченком, про переведення футболіста Юрія Зубача до київського «Динамо». Згодом така ж вказівка надійшла від першого секретаря КЦ Компартії УРСР Микити Хрущова. Футболіста відшукали, але переходити до «Динамо» (Київ) чи армійського СКА (Львів) він відмовився, бо хотів надалі грати за львівський «Спартак». У кінці 1949 року найвищі чини вирішили передати львівський «Спартак» до товариства «Динамо», але там не знайшлося ресурсів для створення «Динамо» (Львів), тому 1950 року команда перестала існувати. Через участь його сестри у визвольному русі в ніч з 26 на 27 квітня 1950 року Юрія Зубача разом з матір'ю було схоплено працівниками МВС і відправлено до Сибіру, в Томську область. Там його запросили виступати за місцеве «Динамо» (Томськ). Після смерті Сталіна 1953 року гравець разом із матір'ю повернувся до Львова. Тренував львівські аматорські команди «Прогрес» (1960–1961) і «Сільмаш» (1962). На чолі «Сільмаша» виграв чемпіонат міста й області та переміг дрогобицький «Нафтовик» у перехідних іграх за право виступати у класі «Б», але наступного року замість «Сільмаша» було створено клуб «Карпати» (Львів).
Юрій Антонович мав енциклопедичну пам'ять на людей, факти, дати. До нього часто зверталися журналісти за розповіддю про ті чи інші події минулого. Помер 20 квітня 2010 року після тривалої хвороби.Похований на 19 полі Янівського цвинтаря.